# Michael Dudikoff
Michael Joseph Stephen Dudikoff (Redondo Beach, Kalifornija, 8. listopada 1954.), američki filmski i televizijski glumac poznat po ulogama majstora borilačkih vještina. Trenirao je brazilski jujitsu. Vrhunac popularnosti dostiže u akcijskim filmovima 80-ih godina, osobito serijalom filmova Američki nindža. Zajedno s Chuckom Norrisom, Dolphom Lundgrenom te Stevenom Seagalom i Jean-Claude Van Dameom pripada tzv. B listi holivudskih akcijskih junaka.

## Životopis
Rodio se i odrastao u Redondo Beachu, u okolici Los Angelesa u obitelji majke francusko-kanadskog i oca ruskog podrijetla. Završio je srednju školu West Torrance, nakon čega je studirao dječju psihologiju. Prvu televizijsku minutažu imao je u reklamama, da bi glumačku karijeru započeo 1978. godine ulogom u tada popularnoj američkoj seriji Dallas. Nakon nekoliko manjih filmskih uloga, 1985. godine dobio je glavnu ulogu u akcijskom filmu Američki nindža i kasnijim nastavcima.

## Izabrana filmografija
| Godina | Film                            | Uloga            | Bilješke          |
| ------ | ------------------------------- | ---------------- | ----------------- |
| 1982.  | Vodeći ljubav                   | mladić u baru    |                   |
| 1985.  | Američki ninja                  | Joe Armstrong    |                   |
| 1986.  | Osvetnička sila                 | sat. Matt Hunter |                   |
| 1987.  | Američki ninja 2 : Sučeljavanje | Joe Armstrong    |                   |
| 1988.  | Vodnik                          | por. Jeff Knight |                   |
| 1989.  | Rijeka smrti                    | John Hamilton    |                   |
| 1990.  | Američki ninja 4                | Joe Armstrong    |                   |
| 1994.  | Lanac zapovijedanja             | Merrill Ross     |                   |
| 1997.  | Oštre protumjere                | Jake Fuller      | direktno na video |
| 1997.  | Crna munja                      | Vince            |                   |
| 1998.  | U njenu obranu                  | Andrew Garfield  |                   |
| 2001.  | Crni horizont                   | Ed Carpertner    |                   |